# Енді Бетенс
Енді Бетенс (нід. Andy Baetens, нар. 24 лютого 1989 року) — бельгійський професійний дартсмен, який зараз грає у змаганнях WDF. Чемпіон світу WDF 2023 року серед чоловіків. Він перший бельгійський гравець, який став чемпіоном світу з дартсу. У 2022 році Бетенс також грав в змаганнях PDC.